# 파워풀대구페스티벌
파워풀대구페스티벌(Powerful Daegu Festival)은 대구광역시에서 주최하며 매년 대구에서 진행되는 축제이다. 파워풀대구페스티벌은 대규모 거리예술제 및 국제적 규모의 퍼레이드 개최를 통한 세계적 축제 육성과 지역경제 활성화 이바지를 위해 개최되었다. 또한 시민문화예술가 축제와 퍼레이드를 중심으로 시민들 모두가 축제를 즐기자는 의미를 담고 있다.
축제는 국채보상로 일대에서 전야제(하루)를 포함해 총 3일간 진행되며, 참가비는 무료다.

## 역사
파워풀대구페스티벌은 2010년 ‘컬러풀대구페스티벌’에서 시작해 매년 개최되었으며, 2022년 홍준표 대구시장 취임 이후 ‘파워풀대구페스티벌’로 명칭이 변경되었다.
매년 10월에 열리던 축제를 2015년부터 5월 첫째 주 주말로 변경했으며, 2016년부터 축제 장소를 국채보상로 일대로 고정해 진행했다.

## 주관
축제 명칭이 변경된 2022년부터 2024년까지 민간단체인 대구예술문화단체총연합회(이하 대구예총)에서 축제를 주관했다. 홍준표 대구시장 취임 후 ‘관 주도 축제의 민간 이양’ 방침이 진행되었기 때문이다. 하지만 영남일보에 따르면 대구시는 2025년부터 2026년까지 대구문화예술진흥원에 축제 기획 및 운영총괄을 맡기기로 했다. 이는 축제의 지속 성장 및 글로벌 경쟁력 확보를 위함이다.

## 역대 축제 슬로건
| 축제명             | 연도        | 슬로건                                                                        |
| ------------------ | ----------- | ----------------------------------------------------------------------------- |
| 대구컬러풀페스티벌 | 2010        | 놀라운 상상, 아름다운 유혹                                                    |
| 대구컬러풀페스티벌 | 2011        | 대구, 꽃을 피우다                                                             |
| 대구컬러풀페스티벌 | 2012        | 비워라 일상, 채워라 패션                                                      |
| 대구컬러풀페스티벌 | 2013        | 오! 예~ 퍼레이드                                                              |
| 대구컬러풀페스티벌 | 2014        | 쪼로미 나란히, 뻔뻔(FunFun)한 퍼레이드                                        |
| 대구컬러풀페스티벌 | 2015        | 관광과 예술이 어우러진 도심거리 축제                                          |
| 대구컬러풀페스티벌 | 2016 ~ 2018 | 모디라~ 컬러풀! 마카다~ 퍼레이드!                                             |
| 대구컬러풀페스티벌 | 2019        | 형형색색 자유의 함성                                                          |
| 파워풀대구페스티벌 | 2022        | 다시 축제로, 컬러풀 이즈 백!                                                  |
| 파워풀대구페스티벌 | 2023        | 시민이 만들고, 시민이 즐기는 거리로! 2023파워풀대구페스티벌 신난DAY, 힘난DAY! |
| 파워풀대구페스티벌 | 2024        | 아름다운 도약 비상하는 대구. 2024 파워풀대구페스티벌                          |

2020년 대구컬러풀페스티벌은 코로나19 감염 확산 방지와 국민 안전을 위해 취소되었다.

## 차 없는 거리
2024파워풀대구페스티벌 기준 축제 첫째 날인 5월 11일 0시부터 13일 오전 5시까지 국채보상로 일대(서성네거리-공평네거리)의 차량을 전면통제했다. 또한 경상감영길(동인치안센터-서성로), 종로(유니온호텔-동아쇼핑센터), 동성로1·6길 등은 교통상황에 따라 탄력적으로 통제했다.
대구시는 차량을 통제하는 대신 시내버스를 평일 수준으로 유지하거나 귀가 편의를 위해 급행버스 5개 노선 연장, 1시간(22시~23시에 한함) 동안 도시철도 호선별로 2편을 증편, 배차간격 단축 등을 내세워 시민들의 대중교통 이용을 유도했다. 또한 내비게이션 업체와의 협력으로 경로 안내 중 통제 구간에 대한 안내를 제공해 우회할 수 있도록 조치를 취했다.

## 축제 프로그램
프로그램은 거리공연, 파워풀K-댄스파이터, 차세대 아티스트, 스페셜 스테이지, 퍼레이드, 심야문화제로 구성되었다.
거리공연은 춘자당쇼, 모리텍스, 에디슨 매직 등이 참여했으며, 파워풀K-댄스파이터는 그라운디, 히카리, HKA~Super X(대만), seisei_pop(일본) 등이 무대를 준비했다. 차세대 아티스트 프로그램에서는 천마무용단과 영남풍물 연구소, 한국에어로폰 플레이어즈 등이 참여했으며, 스페셜 스테이지에는 시립합창단, 대구시립교향악단, 대구시립국악단 등이 공연을 진행했다. 퍼레이드는 향사례대구시민단, 늘품, 점프윙스줄넘기 등의 팀이 참여, 심야문화제는 정담, 가을정원, 박시연 트리오 등이 무대를 장식했다.
엔조이존에서 진행된 시민체험부스에는 ㈜유엔디의 ‘첨단푸드 로봇카페’, 사진작가협회의 ‘인생사진 찍어주기’ 등의 프로그램이 진행되었다.